# State of Georgia (1.ª temporada)
A primeira Temporada de State of Georgia foi exibida pelo canal norte-americano ABC Family. O Sitcom teve estreía dia 29 de Junho de 2011 às 20h30. O projeto da ABC Studios está centrado em Georgia (Raven-Symoné), uma atriz com um ego enorme, muda-se para Nova Iorque com sua melhor amiga Jo.O ex-namorado de Georgia (Brock Cuchna) que ainda é perdidamente apaixonado por ela, vai para Nova Iorque para trazê-la de volta para casa.
O roteiro foi escrito pelo autor Jennifer Weiner e por Jeff Greenstein.

## Sinopse
Agora, ela é Georgia Peaches, uma aspirante a atriz com um ego enorme. Tentando fazer carreira em Nova Iorque, ela vai morar em um apartamento alugado por sua Tia Honey (Loretta Devine). Passando por diferentes situações, algumas engraçadas, outras constrangedoras, ela pode sempre contar com a ajuda de sua melhor amiga Jo (Majandra Delfino, de “Roswell”), uma adolescente nerd. No elenco também está Brock Cuchna, como Luke, o namorado de Georgia que tenta convencê-la a voltar para o interior.

## Produção
“State of Georgia” é uma comédia com produção da ABC Studios, estrelada por Raven-Symoné. A atriz, que ficou conhecida como a neta de Bill Cosby na série “The Cosby Show”, se tornaria famosa entre os jovens ao estrelar a sitcom “Raven/That’s So Raven”, do canal Disney.
Criado por Jennifer Weiner e Jeff Greenstein, o projeto foi anunciado em outubro de 2010, na época, a história girava em torno de um ator obeso vivendo diversas situações constrangedoras em Nova Iorque ao lado de seu melhor amigo nerd. Em novembro, o projeto já tinha sido alterado para ser estrelado por Raven-Symoné.
A série vai estreiar no dia 29 de Junho de 2011, junto com os novos episódios de Melissa & Joey.

## Episódios
| # | Título                                               | Lançamento Original | Lançamento no Brasil | Audiência EUA |
| --- | ---------------------------------------------------- | ------------------- | -------------------- | ------------- |
| 1 | "Piloto" Pilot"                                      | 29 de Junho de 2011 | 'por anunciar        | por anunciar  |
| Na estreia da série de comédia, Georgia se muda do Sul para Nova York junto com sua amiga Jo para tentar se tornar uma pessoa famosa, então alugam o apartamento de sua tia, a tia Honey, mas seu ex-namorado Luke a segue para levá-la de volta para a casa.                                                   |                                                      |                     |                      |               |
| 2 | "Sabor da Semana" Flavor of the Week"                | 6 de Julho de 2011  | por anunciar         | por anunciar  |
| Georgia sai com o dono da loja de iogurtes chamado Brad, apesar de Jo não achar uma boa ideia. Temendo que o romance acabe rápido, Jo pede aos seus alunos da pós-graduação para ajudar sua amiga, descobrindo os ingredientes do delicioso iogurte da loja. Participações Especiais Justin Bruening como Brad. |                                                      |                     |                      |               |
| 3 | "Melhores Amigos Para Nunca" Best Friends For Never" | 13 de Julho de 2011 | por anunciar         | por anunciar  |
| 4 | "Sabemos Quando Dobrá-los" Know When To Fold ‘Em"    | 20 de Julho de 2011 | por anunciar         | por anunciar  |
| 5 | "Há Um Lugar Para Nós" There's A Place For US"       | 27 de Julho de 2011 | por anunciar         | por anunciar  |
| 6 | "Pé Na Porta" Foot In The Door"                      | 3 de Agosto de 2011 | por anunciar         | por anunciar  |